# 平刺腔吻鳕
平刺腔吻鳕（学名：Coelorhynchus parallelus）为长尾鳕科腔吻鳕属的鱼类。分布于北达日本南部、菲律宾东侧、澳大利亚、新西兰东北的Kermadee群岛及印度洋以及东中国海琉球海沟北部到南部及台湾东侧太平洋海区等，属于西太平洋及印度洋远洋底层鱼类。其常见于水深630-990米。该物种的模式产地在新西兰沿海。